# Dongola, Illinois
Dongola là một làng thuộc quận Union, tiểu bang Illinois, Hoa Kỳ. Năm 2010, dân số của làng này là 726 người.

## Dân số
Dân số qua các năm:
- Năm 2000: 806 người.
- Năm 2010: 726 người.